# Saint-Charles-Garnier
Saint-Charles-Garnier est une municipalité de paroisse de la province de Québec, au Canada, dans la municipalité régionale de comté de La Mitis, au Bas-Saint-Laurent.

## Toponymie

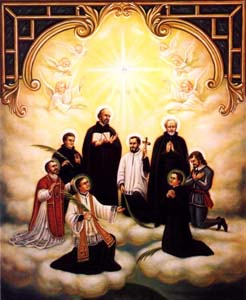
Les saints martyrs canadiens

Le nom de la municipalité reprend celui de la paroisse érigée canoniquement en 1954, Saint-Charles-Garnier. Ce nom est en l'honneur de saint Charles Garnier, un jésuite qui arriva à Québec en 1636, qui apporta secours aux Hurons et qui finit martyrisé, comme plusieurs de ses compagnons, par les Iroquois. Ce martyr canadien fut canonisé en 1930.
Les gentilés sont nommés Charlois et Charloises.

## Histoire
Les colons commencèrent à arriver dans ce territoire à la fin de 1935. Ils arrivaient surtout de Price, Saint-Fabien, Sainte-Flavie, Saint-François-Xavier-des-Hauteurs et de Saint-Simon. Une desserte catholique est ouverte en 1937 et le premier curé est nommé. La paroisse Saint-Charles-Garnier fut érigé canoniquement en 1954. La municipalité de paroisse fut officiellement créée en 1966 et repris le nom de la paroisse.

## Géographie
Saint-Charles-Garnier est situé sur le versant sud du fleuve Saint-Laurent à 365 km au nord-est de Québec et à 375 km à l'ouest de Gaspé. Les villes importantes près de Saint-Charles-Garnier sont Mont-Joli à 45 km au nord et Rimouski à 55 km à l'ouest. Le territoire de Saint-Charles-Garnier couvre une superficie de 83,73 km2.
La municipalité de paroisse de Saint-Charles-Garnier est située dans le centre de la municipalité régionale de comté de La Mitis dans la région administrative du Bas-Saint-Laurent. La paroisse éponyme de Saint-Charles-Garnier fait partie de l'Archidiocèse de Rimouski.

### Hydrographie
La municipalité est traversée par la rivière Mistigougèche du sud-ouest vers le nord-est. À partir de la confluence du Bras Ross et du ruisseau du Lac Blanc, dans le nord-est, la rivière Mercier coule vers le nord-est. On y retrouve aussi une dizaine de lacs.

## Démographie
| 1996 | 2001 | 2006 | 2011 | 2016 | 2021 |
| ---- | ---- | ---- | ---- | ---- | ---- |
| 337  | 322  | 298  | 271  | 240  | 222  |

Distribution de l'âge en 2006

Selon Statistiques Canada, la population de Saint-Charles-Garnier était de 298 habitants en 2006. La tendance démographique des dernières années suit celle de l'Est du Québec, c'est-à-dire une décroissance. En effet, en 2001, la population était de 322 habitants. Cela correspond à un taux de décroissance de 7,5 % en cinq ans. L'âge médian de la population charloise est de 44 ans.
Le nombre total de logements privés dans la paroisse est de 135. Cependant, seulement 119 de ces logements sont occupés par des résidents permanents. La majorité des logements de Saint-Charles-Garnier sont des maisons individuelles.
Statistiques Canada ne recense aucun immigrant à Saint-Charles-Garnier. Tous les habitants de Saint-Charles-Gernier ont le français comme langue maternelle. Personne ne maitrise l'anglais à Saint-Charles-Garnier.
Le taux de chômage dans la municipalité était de 32,1 % en 2006. Le revenu médian des Charlois est de 19 250 $ en 2005 .
41,2 % de la population âgée de 15 ans et plus de Saint-Charles-Garnier n'a aucun diplôme d'éducation. 54,9 % de cette population n'a que le diplôme d'études secondaires ou professionnelles. Il n'y a personne qui possède un diplôme de niveau universitaire à Saint-Charles-Garnier. Tous les habitants de Saint-Charles-Garnier ont effectué leurs études à l'intérieur du Canada. Les deux domaines d'études principaux des Charlois sont le « génie, l'architecture et les services connexes » ainsi que les « services personnels, de protection et de transport ».

## Administration municipale
Les élections municipales ont lieu tous les quatre ans et s'effectuent en bloc sans division territoriale. Le conseil municipal est composé d'un maire et de six conseillers.
| mandat      | fonction    | nom                   |
| ----------- | ----------- | --------------------- |
| 2013 - 2017 | Maire       | Jean-Pierre Bélanger  |
| 2013 - 2017 | Conseillers |                       |
| 2013 - 2017 | #1          | Marcel Nadeau         |
| 2013 - 2017 | #2          | Bruno Roy             |
| 2013 - 2017 | #3          | Nancy Pineault        |
| 2013 - 2017 | #4          | Rodrigue Ouellet      |
| 2013 - 2017 | #5          | Jeanne-Paule Beaulieu |
| 2013 - 2017 | #6          | Bibiane Gagnon        |

| Saint-Charles-Garnier Maires depuis 2001                                                                             |                      |         |          |
| Élection | Maire                | Qualité | Résultat |
| 2001 | Hervé Garon          |         | Voir     |
| 2005 | Daniel Nadeau        |         | Voir     |
| 2009 | Daniel Nadeau        | Voir    |          |
| n/d | Jean-Pierre Bélanger |         | n/d      |
| 2013 | Jean-Pierre Bélanger | Voir    |          |
| 2017 | Jean-Pierre Bélanger | Voir    |          |
| 2021 | Jean-Pierre Bélanger | Voir    |          |
| Élection partielle en italique Depuis 2005, les élections sont simultanées dans toutes les municipalités québécoises |                      |         |          |

De plus, Josette Bouillon est la directrice-générale ainsi que la secrétaire-trésorière. Par ailleurs, madame Bouillon occupe également le poste de coordonnatrice des mesures d'urgence de la municipalité.

## Représentations politiques
Québec : Saint-Charles-Garnier fait partie de la circonscription provinciale de Matane-Matapédia. Cette circonscription est actuellement représentée par Pascal Bérubé, député du Parti québécois.
 Canada : Saint-Charles-Garnier fait partie de la circonscription fédérale de Haute-Gaspésie—La Mitis—Matane—Matapédia. Elle est représentée par Jean-François-Fortin, député du Bloc québécois.

## Économie
L'économie de Saint-Charles-Garnier tourne principalement autour de l'agriculture et de l'industrie forestière.